# Alba (azienda)
Alba plc era una società di elettronica inglese con sede a Barking in Inghilterra.
Il 27 novembre 2008 è stata ceduta al gruppo inglese Home Retail Group proprietario delle catene Argos e Homebase e rinominata Harvard International plc.

## Storia
Le attività del gruppo hanno inizio nel 1964 con l'importazione di prodotti di elettronica di consumo dal Giappone e da Hong Kong.
Nel 1972 apre la propria sede a Hong Kong e nel corso degli anni Settanta comincia a produrre beni in Cina con il marchio Harvard Maritime.
Da allora la società ha perseguito una politica di acquisizione di marchi conosciuti nel settore dell'elettronica di consumo.
In seguito all'acquisizione della Alba Radio nel 1982,  nel 1987, la Harvard International fu rinominata Alba plc e quotata alla borsa do Londra. Tra le altre acquisizioni la Alba acquisì nel 1997 la Roadstar, con sede a Balerna in Svizzera e nel 2004 la Grundig in joint-venture con la società turca Beko.
Nel 2008 la Alba plc venne ceduta al gruppo Home Retail Group e molti dei marchi controllati fino a quel momento vennero ceduti.

## Marchi detenuti
I marchi detenuti fino alla cessione a Home Retail Group nel 2008:
- Alba - elettronica di consumo
- Answercall - telefonia
- Betacom - telefonia
- Breville - storico marchio di elettronica per la cucina, nato nel 1932.
- Bush - elettronica di consumo
- Cable & Wireless - telefonia
- Carl Lewis - attrezzature per il fitness.
- Dirt Devil - elettronica per la pulizia della casa.
- Harvard Communications - telefonia
- Hinari - forni a micronde e piccoli elettrodomestici.
- JCB - prodotti elettronici per hobbistica, giardinaggio e pulizia della casa.
- Grundig - storico marchio tedesco della radiofonia.
- Goodmans - elettronica di consumo
- Nicky Clarke - elettronica per la cura dei capelli.
- Ministry of Sound Audio - elettronica audio
- NTL - telefonia
- Power Devil - prodotti elettronici per hobbistica, giardinaggio e pulizia della casa.
- Roadstar - elettronica audio e video.
- Viva - elettronica di consumo.